# Menhir de Treffier
Le menhir de Treffier est un menhir situé à Besné en Loire-Atlantique, en France.

## Généralités
Le menhir du Treffier est érigé au nord du village de Treffier, un hameau de Besné, une commune de la Brière en Loire-Atlantique. Il se situe en bordure d'un terrain privé, juste derrière une clôture et entouré de haies, mais visible depuis la route. Il s'agit d'un petit menhir de 1,30 m de hauteur.